# Alfredo Pascual Sanz
Alfredo Pascual Sanz (Chañe, 9 giugno 1945 – 9 maggio 2014) è stato un calciatore e allenatore di calcio spagnolo, di ruolo difensore.

## Biografia
È nato a Chañe nella provincia di Segovia, ma è cresciuto a Barakaldo, nei Paesi Baschi.
Anche suo figlio Aitor è un calciatore professionista, che gioca come terzino destro; Ha militato nella Primera Federación e nella Segunda División B spagnola.

## Carriera
Tra il 1968 e il 1970 giocò nel Racing Club de Ferrol, in Segunda División.
Nel 1970 l'allenatore Luis Cid lo portò allo Sporting de Gijón. Nel club asturiano, disputò 144 partite ufficiali tra tutte le competizioni , militandovi per cinque stagioni, sempre in massima divisione.